# Theologische Hochschule Reutlingen
Die Theologische Hochschule Reutlingen (THR) ist eine ökumenisch und international ausgerichtete, staatlich anerkannte Hochschule. Sie ist in der Trägerschaft der Evangelisch-methodistischen Kirche in Deutschland, Österreich und der Schweiz, die Teil der weltweiten United Methodist Church ist.

## Hochschule
Als staatlich anerkannte Hochschule nimmt die Theologische Hochschule Reutlingen einen allgemeinen Bildungsauftrag in Kirche und Gesellschaft wahr und orientiert sich in Forschung, Lehre und Dienstleistung an den entsprechenden Standards.
Sie ist eine ökumenisch und international ausgerichtete Hochschule. Als solche pflegt sie vielfältige Beziehungen zu Hochschulen und Kirchen in aller Welt. Das Bildungsangebot gilt Studierenden aus allen Kirchen und Kulturen.
Sie ist die Theologische Hochschule der Evangelisch-methodistischen Kirche in Deutschland, Österreich und der Schweiz, die Teil der weltweiten United Methodist Church ist. Als solche bildet sie seit 1858 Mitarbeiter und Mitarbeiterinnen dieser Kirche und trägt als theologisches Kompetenzzentrum in Europa zu ihrer Entwicklung und Profilierung bei. Ihr Leitspruch lautet „gelebter Glaube - befreites Denken - tätige Liebe“.
Die Hochschule wurde am 28. Januar 2005 akkreditiert und 2011 für weitere 10 Jahre reakkreditiert. Der Vorsitzende des Wissenschaftsrates, Professor Peter Strohschneider, unterstreicht die Reakkreditierung folgendermaßen: „Das Studium wird dem im Leitbild formulierten Anspruch, eine praxisorientierte und zugleich wissenschaftlich fundierte theologische Ausbildung zu bieten, in beiden Studiengängen gerecht. Das hervorragende Betreuungsverhältnis ermöglicht eine intensive fachliche Begleitung der Studierenden. Besonders gewürdigt wurden auch die vielfältigen Kooperationsbeziehungen mit Bildungseinrichtungen im In- und Ausland.“

## Lehrangebot

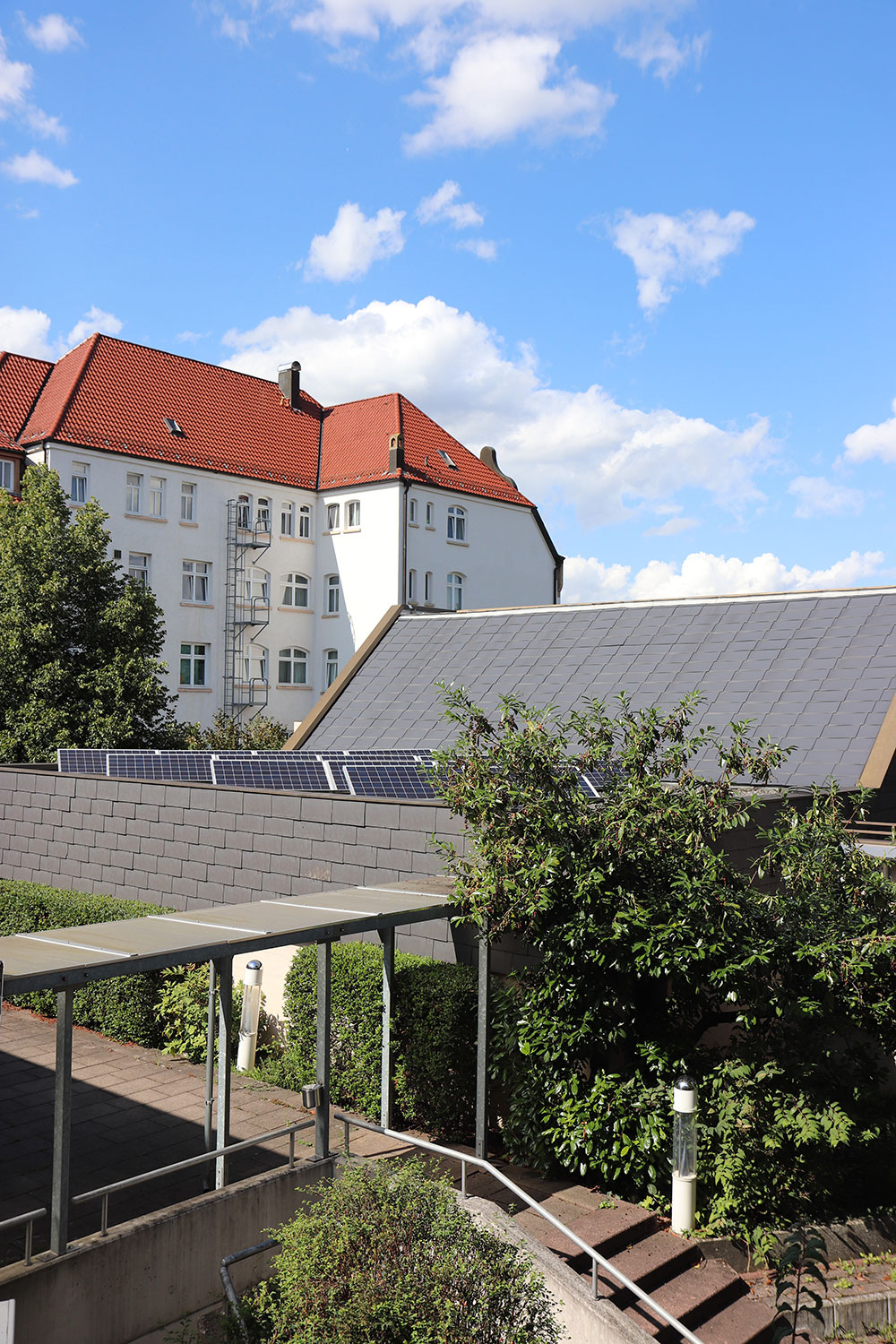
Blick über das Lehrgebäude rechts auf das historische Gebäude Haus Schmepp mit einigen der Studierendenwohnungen und der Mensa.

### Theologie (Bachelor und Master)
Das Studienangebot umfasst einen berufsqualifizierenden Bachelorstudiengang „Theologie“ und einen konsekutiven Masterstudiengang „Theologie“. Beide Studiengänge sind akkreditiert.
Der Bachelorstudiengang dient dem Erwerb grundlegender Kenntnisse der wissenschaftlichen Theologie und weiterer außerfachlicher und praktischer Qualifikationen. Er qualifiziert für eine Tätigkeit als Diakonin oder Diakon sowie für andere Arbeitsfelder innerhalb und außerhalb der Kirche. 
Mit dem Studienjahr 2020/2021 bietet die Hochschule den Studienschwerpunkt "Soziale Arbeit und Diakonie" in den theologischen Studiengängen an, der zu einem auf sieben Semester angelegten Bachelorstudiengang mit einem berufsqualifizierenden Abschluss in Sozialer Arbeit ausgebaut wird.
Der Masterstudiengang vermittelt vertiefte theologische Kenntnisse sowie zusätzliche außerfachliche und praktische Kompetenzen. Er qualifiziert für den pastoralen Dienst und andere leitende Tätigkeiten in Kirche und Gesellschaft.
Das Studium umfasst folgende Fächer:
- Bibelwissenschaft: Altes Testament
- Bibelwissenschaft: Neues Testament
- Biblische Sprachen (Althebräisch (AT) und Altgriechisch bzw. Koine (NT))
- Kirchengeschichte und Ökumenik
- Systematische Theologie (Dogmatik und Ethik)

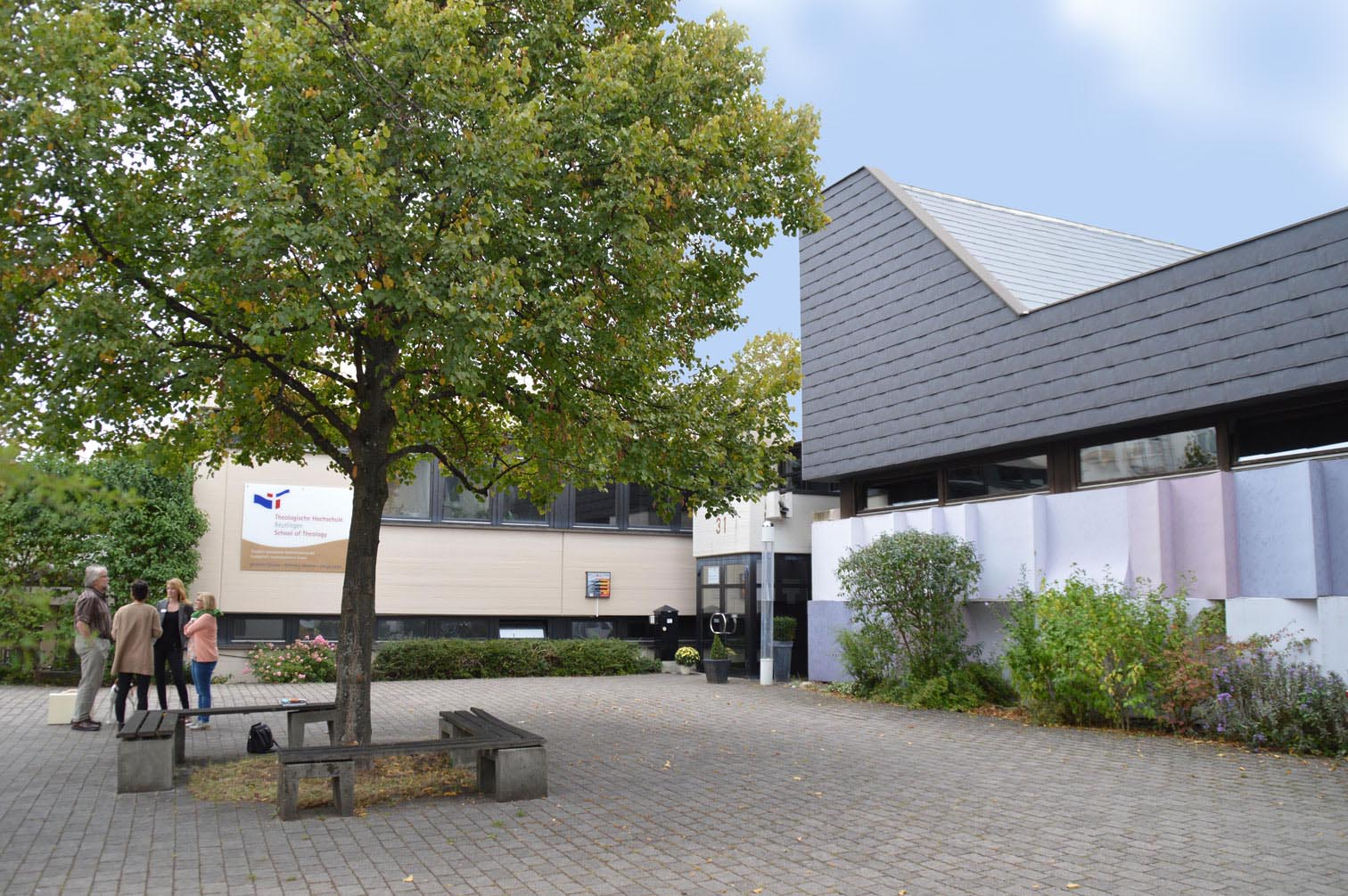
Blick auf den Eingang des Lehrgebäudes.

- Interkulturelle Theologie
- Praktische Theologie
- Diakoniewissenschaft
- Soziale Arbeit
- Philosophie
- Psychologie
- PädagogikBlick auf den Eingang des Lehrgebäudes.

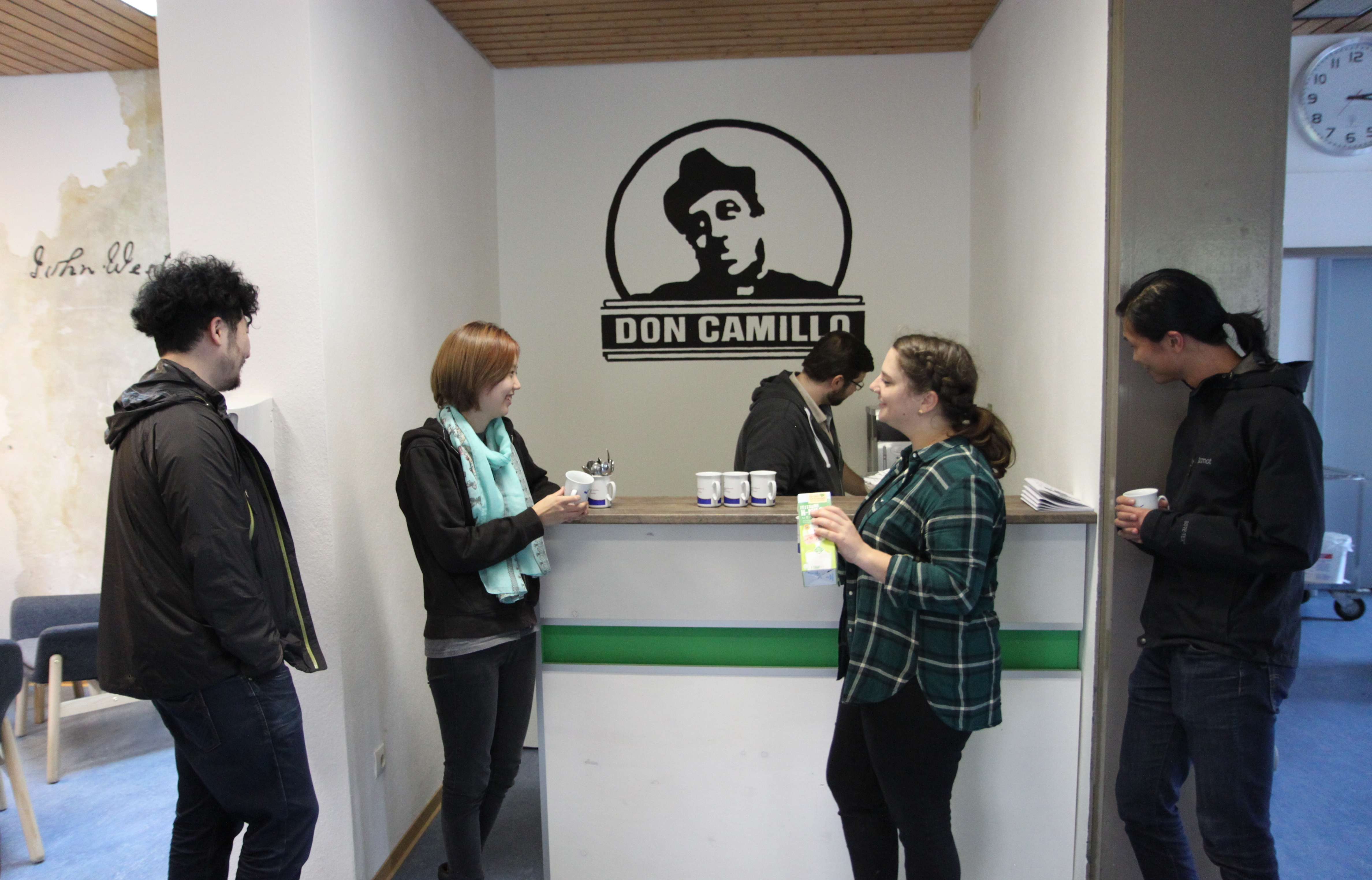
Treffpunkt für Studierende und Dozierende ist die Kaffee- und Teebar.

- Sprecherziehung

### Christliche Spiritualität im Kontext verschiedener Religionen und Kulturen (Master)
Der berufsbegleitende Masterstudiengang "Christliche Spiritualität im Kontext verschiedener Religionen und Kulturen" wurde im Wintersemester 2017/2018 eingeführt und richtet sich an Personen, die ihr Wissen über christliche Spiritualität vertiefen, Spiritualität praktisch einüben und angesichts der gegenwärtigen Pluralität der Weltanschauungen dialogfähiger werden wollen. Das gilt für pastorale und diakonische Berufe, in denen gelebte Spiritualität zur täglichen Praxis gehört, im weiteren Sinne aber auch für pädagogische, therapeutische und beratende Berufe. Das Studium ist auf 4 Semester angelegt – mit Präsenzzeiten an mehreren Wochenenden.
Er umfasst die Basismodule:
- Einführungsmodul
- Christliche Spiritualität und Bibel
- Christliche Spiritualität in Geschichte und Ökumene
- Christliche Spiritualität im interkulturellen und interreligiösen Kontext
- Die Praxis christlicher Spiritualität

Sowie die Wahlmodule:
- Christliche Spiritualität in lebensgeschichtlicher Perspektive
- Christliche Spiritualität in Kunst und Musik
- Christliche Spiritualität und Gesundheit
- Christliche Spiritualität und systemische Kommunikation

- Christliche Spiritualität und Fresh X (neue Ausdrucksformen der Kirche)

Das Studium ist auf 4 Semester angelegt mit Präsenzzeiten an mehreren Wochenenden.

## Forschungsschwerpunkte

### Geschichte und Theologie des Methodismus
Aus der Einbindung der Hochschule in Theologie und Praxis der deutschen Freikirchen ergibt sich die Freikirchenforschung als eines der Hauptforschungsgebiete. Schwerpunktmäßig geschieht diese Forschung im Bereich des Lehrstuhls für Kirchengeschichte, Methodismus und Ökumenik.
Die Theologische Hochschule Reutlingen verfügt mit dem Bibliotheksbestand und dem Zentralarchiv der EmK über den derzeit umfangreichsten Bestand an Fachliteratur zum Methodismus im deutschsprachigen Raum. Die Hochschule ist Mitglied sowohl der europäischen als auch der weltweiten methodistischen Historischen Kommission für Geschichte und Archivwesen, die Forschungs- und Publikationsprojekte fördern sowie Symposien durchführen. An der Theologischen Hochschule Reutlingen finden regelmäßige Zusammenkünfte des Beirats der Studiengemeinschaft für Geschichte der Evangelisch-methodistischen Kirche statt, dessen Leitung die Lehrstuhlinhaberin für Kirchengeschichte, Methodismus und Ökumenik innehat, um die Forschung und Publikation von Forschungsergebnissen zu Themen methodistischer Geschichte und Theologie zu fördern.

### Kommunikation des Evangeliums in der säkularen Gesellschaft
Die Arbeit in diesem Forschungsbereich geschieht in unterschiedlichen Teildisziplinen, insbesondere jedoch im Bereich der Praktischen Theologie. Der durch Drittmittel getragene Stiftungslehrstuhl "E. Stanley Jones Chair of Evangelism" wurde 1992 eigens für diesen Forschungsbereich eingerichtet. Die Theologische Hochschule Reutlingen verfügt über einen der drei außerhalb der USA angesiedelten E. Stanley Jones Lehrstühle für Theologie der Evangelisation. Weltweit existieren 13 dieser von der US-amerikanischen Stiftung „Foundation for Evangelism“ unterstützten Lehrstühle, zu deren Aufgabe Lehrveranstaltungen und Forschungsprojekte und Publikationen im (kirchen-)soziologischen, homiletischen und kybernetischen Bereich (Gemeindeentwicklung) zählen.

## Kooperationen
Die Theologische Hochschule Reutlingen steht im Verbund mit weiteren Hochschulen der United Methodist Church in aller Welt. Sie unterhält Kooperationen mit anderen Hochschulen im In- und Ausland und pflegt eine Vielzahl innerkirchlicher und ökumenischer Kontakte.
Kooperationen mit Hochschulen der United Methodist Church weltweit:
- Instituto Superior Evangélico de Estudios Teológicos, Buenos Aires, Argentinien
- Universidade Metodista de São Paulo, Brasilien
- Wesley College, Bristol, England
- Leonard Theological College, Jabalpur, Indien
- Africa University, Mutare, Simbabwe
- Methodist Theological University, Seoul, Südkorea
- Duke University, North Carolina, USA
- Wesley Theological Seminary, Washington D.C., USA

Kooperationen mit Hochschulen im Inland:
- Evangelische Fachhochschule Reutlingen-Ludwigsburg
- Theologisches Seminar Elstal
- Theologisches Seminar Ewersbach

## Geschichte
Im Jahre 1877 wurde in Reutlingen das Predigerseminar der Evangelischen Gemeinschaft gegründet. Im Zuge der Kirchenvereinigung von 1968 wurden in diesem Jahr auch die Ausbildungsstätten der Bischöflichen Methodistenkirche und der Evangelischen Gemeinschaft zusammengeführt. Der Standort befand sich nach der Vereinigung übergangsweise am vormaligen Sitz der Bischöflich Methodistischen Predigerschule in Frankfurt/Main (Ginnheim). 1971 erfolgte der Umzug in die neuen bzw. erneuerten Gebäude in Reutlingen. 1991 fand die Vereinigung mit dem Theologischen Seminar Bad Klosterlausnitz statt, in welchem seit 1952 die theologische Ausbildung für die Methodistenkirchen in der DDR erfolgte.
Ab 2005 war das Theologische Seminar Reutlingen staatlich anerkannte Fachhochschule. Der offizielle Titel lautete Theologisches Seminar Reutlingen – staatlich anerkannte Fachhochschule der Stiftung Theologisches Seminar der Evangelisch-methodistischen Kirche.
Am 5. Oktober 2008 erfolgte die Umbenennung in Theologische Hochschule Reutlingen.
Direktoren bzw. Rektoren seit 1968: Karl Steckel (1968–1977), Walter Klaiber (1977–1989), Manfred Marquardt (1989–2001), Holger Eschmann (2001–2007), Jörg Barthel (2007–2013), Roland Gebauer (2013–2021), Christof Voigt (seit 2021).